# آپر فریهولد، نیوجرسی
آپر فریهولد (به انگلیسی: Upper Freehold Township) شهری در ایالت نیوجرسی کشور ایالات متحده آمریکا است که جمعیت آن در سرشماری سال ۲۰۱۰ میلادی، ۶٬۹۰۲ نفر بوده‌است.